# Louis Hardiquest
Louis Hardiquest (Hoegaarden, 15 dicembre 1910 – Hoegaarden, 20 gennaio 1991) è stato un ciclista su strada e ciclocrossista belga.
Era uno specialista delle Classiche, nel 1936 vinse il Giro delle Fiandre, la sua affermazione più importante.

## Carriera
Salì sul podio delle più importanti corse in linea della sua epoca, e del ciclismo mondiale in generale come Grand Prix de l'Escaut (1933), Parigi-Bruxelles (1935 e 1936), Liège-Bastogne-Liège (1935), Parigi-Roubaix (1938) e vinse il Giro delle Fiandre. Fu inoltre vicecampione del Belgio dietro Jean Aerts nel 1936.
Nel 1933 arrivò secondo alla prima storica edizione della Parigi-Nizza a poco più di due minuti di distacco dal connazionale Alfons Schepers.
Praticò anche la specialità del ciclocross partecipando in diverse occasioni ai campionati nazionali e conquistando la medaglia di bronzo nel 1932. La Seconda guerra mondiale, scoppiata quando Hardiquest aveva ventotto anni, pose fine alla sua carriera.

## Palmarès
- 1932 (Individuale, due vittorie)

Ronde van Haspengouw
1ª tappa Volta Ciclista a Catalunya (Barcellona > Reus)
- 1933 (Oscar Egg, due vittorie)

Omloop der Vlaamse Gewesten
Tour de Corrèze
- 1934 (La Française, due vittorie)

Omloop der Vlaamse Gewesten
Classifica generale Circuit du Morbihan
- 1935 (De Dion-Bouton/Dilecta, due vittorie)

Parigi-Belfort
1ª tappa Circuit de l'Ouest (Rennes > Cherbourg)
- 1936 (De Dion-Bouton, tre vittorie)

Giro delle Fiandre
Bruxelles-Queue du Bois
8ª tappa Circuit de l'Ouest ( > Rennes)
- 1937 (De Dion-Bouton, due vittorie)

Grand Prix van Haspengouw
Parigi-Boulogne sur Mer
- 1938 (De Dion-Bouton, una vittoria)

Tielt-Anvers-Tielt

### Altri successi
- 1933 (Oscar Egg)

Deurne-Zuid Criterium
- 1935 (De Dion-Bouton & Dilecta)

Criterium di Berchem
- 1936 (De Dion-Bouton & Dilecta)

Kermesse di Wavre
Criterium di Boom
Criterium di Elsene
- 1937 (Dilecta)

Kermesse di Wavre
Kermesse di Hoegaarden
- 1938 (De Dion-Bouton)

Kermesse di Berchem

## Piazzamenti

### Grandi giri
- Tour de France

1933: fuori tempo massimo (8ª tappa)
1934: ritirato (6ª tappa)
1935: ritirato (15ª tappa)

### Classiche monumento
- Giro delle Fiandre

1936: vincitore
1937: 3º
1938: 4º
- Parigi-Roubaix

1934: 8º
1938: 2º
- Liegi-Bastogne-Liegi

1935: 3º
1936: 6º
1938: 9º